# Polônia nos Jogos Olímpicos de Inverno de 1988
A  Polônia competiu nos Jogos Olímpicos de Inverno de 1988, em Calgary, no Canadá.